# Politică verde
Politica verde, sau ecopolitica, este o ideologie politică care își propune să promoveze o societate sustenabilă din punct de vedere ecologic, adesea, dar nu întotdeauna, înrădăcinată în mediu, nonviolență, justiție socială și democrație de bază. A început să prindă contur în lumea occidentală în anii 1970; de atunci partidele verzi s-au dezvoltat și stabilit în multe țări de pe glob și au obținut un anumit succes electoral.
Termenul politic verde a fost folosit inițial în legătură cu die Grünen (în germană: „Verzi”), un partid verde format la sfârșitul anilor 1970. Termenul de ecologie politică este uneori folosit în cercurile academice, dar a ajuns să reprezinte un domeniu de studiu interdisciplinar, deoarece disciplina academică oferă studii ample care integrează științele sociale ecologice cu economia politică în teme precum degradarea și marginalizarea, conflictul de mediu, conservarea și control și identități de mediu și mișcări sociale.
Susținătorii politicii ecologice împărtășesc multe idei cu mișcările de conservare, de mediu, feministe și de pace. Pe lângă democrație și problemele ecologice, politica verde se preocupă de libertățile civile, justiția socială, nonviolența, uneori variante de localism și tinde să susțină progresismul social. Platformele partidelor verzi sunt considerate în mare parte stângi în spectrul politic. Ideologia verde are legături cu diverse alte ideologii politice ecocentrice, inclusiv ecofeminismul, ecosocialismul și anarhismul verde, dar în ce măsură acestea pot fi văzute ca forme de politică ecologică este o chestiune de dezbatere. Pe măsură ce s-a dezvoltat filozofia politică verde de stânga, au apărut și mișcări opuse de dreapta, care includ componente ecologice precum eco-capitalismul și conservatorismul verde.

## Istorie

### Influențe
Adepții politicii verzi tind să o considere parte a unei viziuni superioare asupra lumii și nu doar o ideologie politică. Politica verde își trage poziția etică dintr-o varietate de surse, de la valorile popoarelor indigene până la etica lui Mahatma Gandhi, Baruch Spinoza, și Jakob von Uexküll. Acești oameni au influențat gândirea ecologică în susținerea lor pentru previziunea pe termen lung pe șapte generații și asupra responsabilității personale a fiecărui individ de a face alegeri morale.
Neliniștea cu privire la consecințele adverse ale acțiunilor umane asupra naturii este anterioară conceptului modern de ecologism. Comentatorii sociali la fel de îndepărtați, precum Roma antică și China s-au plâns de aer, apă și poluarea fonică.
Rădăcinile filozofice ale ecologistului pot fi urmărite până la gânditori iluminiști precum Rousseau în Franța, iar mai târziu autorul și naturalistul Thoreau în America. Ecologismul organizat a început la sfârșitul secolului al XIX-lea în Europa și în Statele Unite ca o reacție la Revoluția industrială, cu accent pe expansiunea economică nestăpânită.
"Politica verde” a început ca mișcări de conservare și păstrare, cum ar fi Sierra Club, fondat în San Francisco în 1892.
Platformele de stânga-verzi ale formei care alcătuiesc partidele verzi de astăzi își trag terminologia din știința ecologiei, iar politica din ecologism, ecologie profundă, feminism, pacifism, anarhism, socialism libertarian, posibilism libertarian, social democrație, ecosocialism, și/sau ecologie socială sau libertarianism verde. În anii 1970, pe măsură ce aceste mișcări au crescut în influență, politica verde a apărut ca o nouă filozofie care le-a sintetizat obiectivele. Mișcarea politică a Partidului Verzilor nu trebuie confundată cu faptul că, în unele partide de extremă-dreapta și fasciste, naționalismul a fost ocazional legat de un fel de politică ecologică care promovează ecologismul ca formă de mândrie în „patria-mamă” pentru o minoritate de autori.

#### Dezvoltare timpurie
În iunie 1970, un grup olandez numit Kabouters a câștigat 5 din cele 45 de locuri la Amsterdam Gemeenteraad (Consiliul orașului), precum și câte două locuri în consiliile din Haga și Leeuwarden și câte un loc în Arnhem, Alkmaar și Leiden. Kabouterii au fost o consecință a planurilor albe de mediu ale Provo și au propus „Groene Plannen” („Planurile Verzi”).
Primul partid politic care a fost creat cu baza pe probleme de mediu a fost United Tasmania Group, fondat în Australia în martie 1972 pentru a lupta împotriva defrișărilor și a creării unui baraj care ar afecta Lacul Pedder; în timp ce a câștigat doar trei procente la alegerile de stat, potrivit lui Derek Wall, a „inspirat crearea partidelor verzi în toată lumea”. În mai 1972, o întâlnire de la Victoria University of Wellington, Noua Zeelandă, a lansat Partidul Valorilor, primul partid verde din lume care a contestat locurile parlamentare la nivel național. În noiembrie 1972, a luat ființă primul partid verde din Europa, PEOPLE din Marea Britanie.
Partidul Verde German nu a fost primul partid verde din Europa care să aibă membrii aleși la nivel național dar s-a creat impresia că ei au fost, deoarece au atras cel mai mult atenția mass-media: Verzii Germani, au participat la primele lor alegeri la nivel național la alegerile federale din 1980. A început ca o coaliție provizorie de grupuri civice și campanii politice care, împreună, au simțit că interesele lor nu sunt exprimate de partidele convenționale. După ce au participat la alegerile europene din 1979, au organizat o conferință care a identificat Patru Piloni ai Partidului Verzilor pe care toate grupurile din alianța inițială ar putea conveni ca bază a unei platforme comune a Partidului: sudarea acestora și gruparea într-un singur partid. Această declarație de principii a fost folosită de atunci de multe partide verzi din întreaga lume. Acest partid a fost primul care a inventat termenul „Verde” („Grün” în germană) și a adoptat simbolul floarea-soarelui. Termenul „verde” a fost inventat de unul dintre fondatorii Partidului Verzilor Germani, Petra Kelly, după ce a vizitat Australia și a văzut acțiunile Federației Muncitorilor și Constructorilor de grevă verde. La alegerile federale din 1983, Verzii au câștigat 27 de locuri în Bundestag.

#### Dezvoltare ulterioară
Prima incursiune canadiană în politica ecologică a avut loc în Maritimes, când 11 candidați independenți (inclusiv unul la Montreal și unul la Toronto) au candidat la alegerile federale din 1980 sub steagul Partidului Mic. Inspirați de Small is Beautiful a lui Schumacher, candidații Partidului Mic au participat cu scopul exprimat de a prezenta o platformă antinucleară în acele alegeri. Nu a fost înregistrat ca un partid oficial, dar unii participanți la acel efort au format Partidul Verzilor din Canada în 1983 (Ontario Greens și British Columbia Greens au fost de asemenea fondate în același an). Fostul lider al Partidului Verzilor din Canada Elizabeth May a fost instigatorul și unul dintre candidații Partidului Mic și, în cele din urmă, a fost aleasă ca membru al Partidului Verzilor în alegerile federale din Canada din 2011.
În Finlanda, Liga Verde a devenit primul partid verde european care să facă parte dintr-un guvern în 1995. Verzii Germani au fost următorii, formând un guvern cu Partidul Social Democrat German („Coaliția Roșu-Verde”) din 1998 până în 2005. În 2001, au ajuns la un acord pentru a pune capăt depedenței față de energia nucleară în Germania, și au fost de acord să rămână în coaliție și să sprijine guvernul german al cancelarului Gerhard Schröder în eforturile din Afganistan. Acest lucru i-a pus în dezacord cu mulți verzi din întreaga lume, dar a demonstrat că sunt capabili de compromisuri politice dificile.
În Letonia, Indulis Emsis, liderul Partidului Verzilor și parte a Uniunii Verzilor și Fermierilor, o alianță a unui partid agrar nordic și a Partidului Verzilor, a fost prim-ministru al Letoniei timp de zece luni în 2004, făcându-l primul politician ecologist care conduce o țară în istoria lumii. În 2015, colegul de partid al lui Emsis, Raimonds Vējonis, a fost ales președinte al Letoniei de către parlamentul leton. Vējonis a devenit primul șef de stat ecologist din lume.
În landul german Baden-Württenburg, Partidul Verde a devenit liderul coaliției cu Partidul Social Democrat după ce a ieșit pe locul al doilea la alegerile de stat din 2011. La următoarele alegeri de stat din 2016, Partidul Verde a devenit cea mai puternică formațiunie pentru prima dată într-un Landtag german.
În 2016, fostul lider al Verzilor austrieci (1997-2008), Alexander Van der Bellen, candidat oficial ca independent, a câștigat alegerile prezidențiale austriece din 2016, făcându-l al doilea șef de stat ecologist la nivel mondial și primul ales direct prin vot popular. Van der Bellen s-a clasat pe locul al doilea în primul tur al alegerilor cu 21,3% din voturi, cel mai bun rezultat pentru Verzii austrieci din istoria lor. El a câștigat turul doi împotriva partidului de extremă dreapta a lui Norbert Hofer, Partidul Libertății, cu 53,8% din voturi, făcându-l primul președinte al Austriei care nu a fost susținut nici de Partidul Popular, nici de Partidul Social Democrat.

## Principii de bază

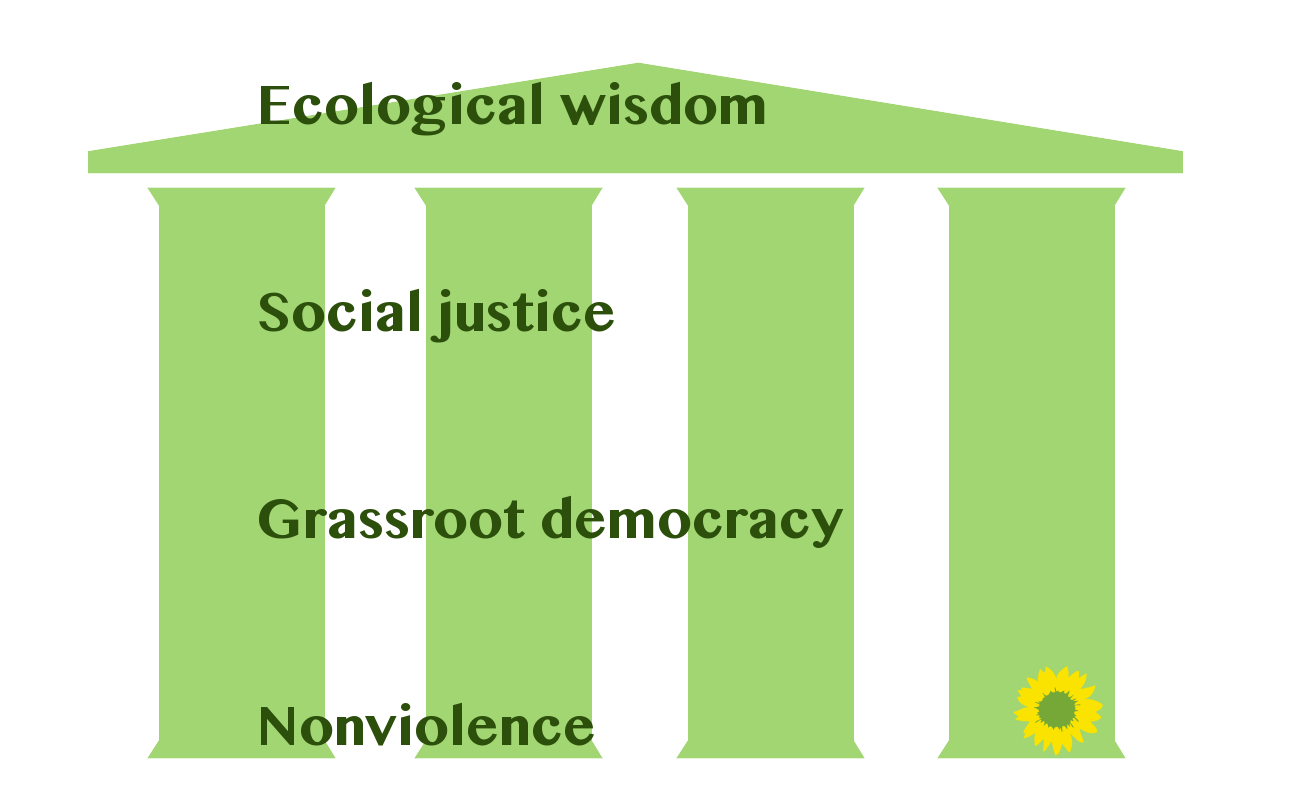
Cei patru piloni ai politicii verzi

Potrivit lui Derek Wall, un proeminent susținător britanic al ecologismului, există patru piloni care definesc politica ecologică:
- Înțelepciune ecologică
- Justiție socială
- Democrație de bază
- Nonviolența

În 1984, Comitetele Verzi de Corespondență din Statele Unite au extins cei patru piloni în zece valori cheie, care include de asemenea:
- Descentralizarea
- Economie bazată pe comunitate
- Valori post-patriarhale (mai târziu traduse în ecofeminism și etica grijii)
- Respect pentru diversitate
- Responsabilitate globală
- Concentrarea pe viitor

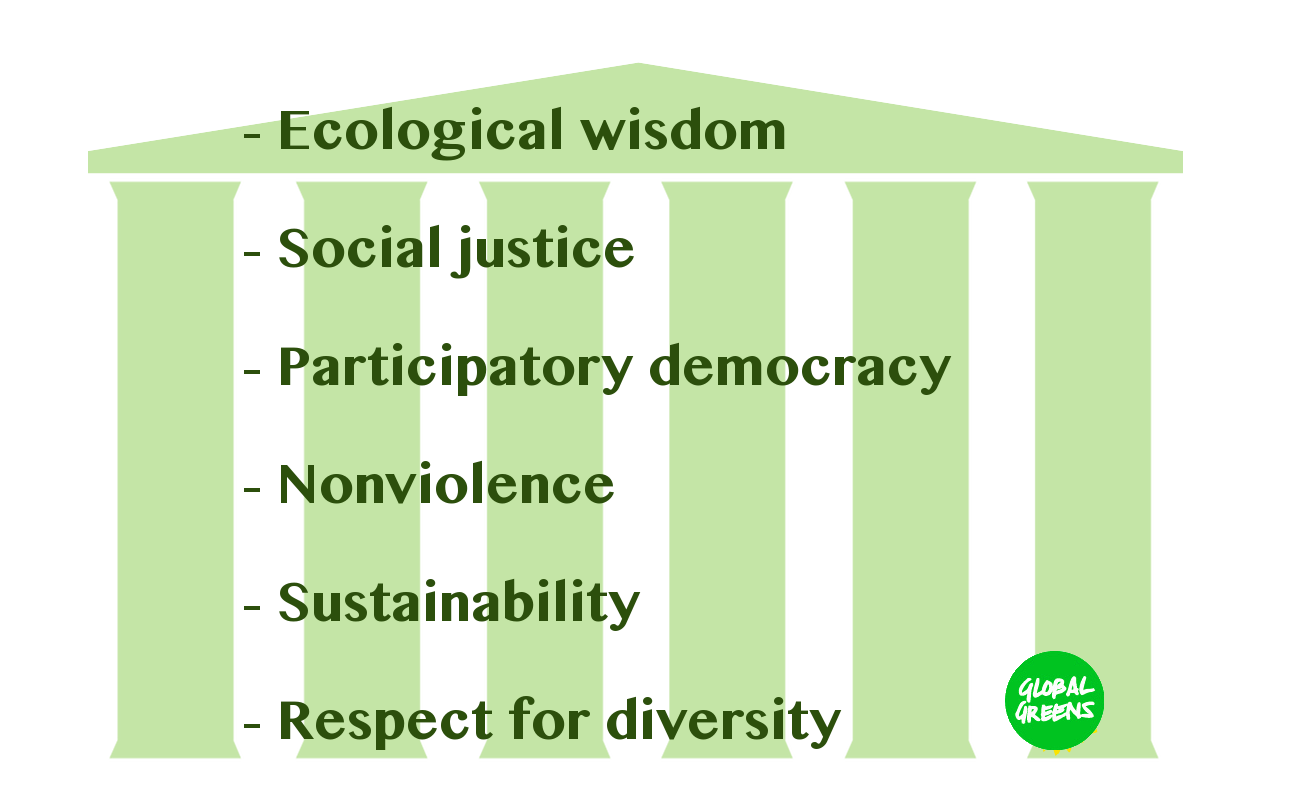
Cele șașe principii de bază

În 2001, Global Greens a fost fondată ca o mișcare globală. Carta Global Greens a identificat șașe principii de bază:
- Înțelepciune ecologică
- Justiție socială
- Democrație participativă
- Nonviolența
- Sustenabilitate
- Respect pentru diversitate

## Organizare

### Federațiile verzilor

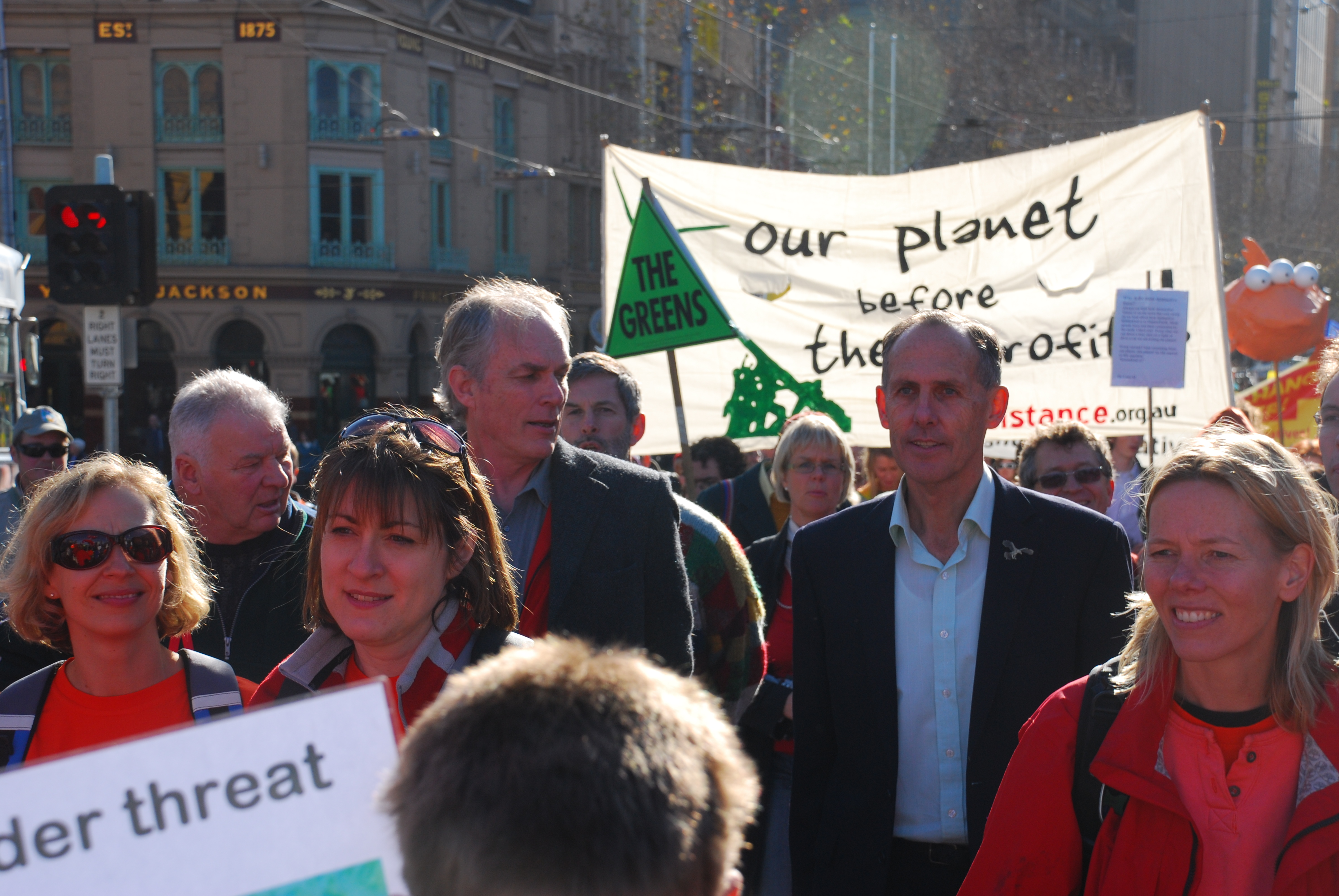
Bob Brown la un miting pentru schimbările climatice din Melbourne, 5 iulie 2008

Membrii afiliați din Asia, Pacific și Oceania formează Rețeaua Verde Asia-Pacific. Partidele membre ale Global Greens sunt organizate în patru federații continentale:
- Federația Partidelor Verzi din Africa
- Federația Partidelor Verzi din Americi / Federation of the Green Parties of the Americas / Federación de los Partidos Verdes de las Américas
- Rețeaua Verde Asia-Pacific
- Partidul Verde European

Federația Europeană a Partidelor Verzi s-a format ca Partidul Verde European pe 22 februarie 2004, în perioada premergătoare alegerilor pentru Parlamentul European din iunie 2004, un pas suplimentar în integrarea transnațională.

### Partide politice verzi
Mișcările verzi cer schimbări sociale pentru a reduce utilizarea abuzivă a resurselor naturale. Acestea includ organizații neguvernamentale de bază precum Greenpeace și partidele verzi:
- Alianța 90/Verzii
- Australian Greens
- Partidul Verde Austriac
- Partidul Verde Belarus
- Reînoirea Democratică din Macedonia
- Dialogul pentru Ungaria, LMP – Partidul Verde Maghiar
- Ecologist Greens
- Ecologia Europeană – Verzii (Franța)
- Federația Verzilor
- Liga Verde (Finlanda)
- Verzii din Andorra
- Partidul Verde din Aotearoa Noua Zeelandă
- Partidul Verde din Armenia
- Partidul Verde (Brazilia)
- Partidul Verde din Canada
- Partidul Verde (Cehia)
- Partidul Verde din Anglia și Țara Galilor
- Partidul Verde (Irlanda)
- Partidul Verde (Israel)
- Partidul Verde din Liban
- Partidul Verde (Norvegia)
- Partidul Verde (Suedia)
- Partidul Verde (România)
- Partidul Verde din Taiwan
- Partidul Verde (Turcia)
- Partidul Verde din Statele Unite
- Groen, Ecolo
- GroenLinks
- Partidul Hariyali Nepal
- Partidul Verde Leton
- Mișcarea Stângii-Verzi
- Meretz (Israel)
- Alianța Roșu-Verde (Danemarca)
- Partidul Verde Scoțian
- Partidul Socialist Popular (Danemarca)
- Alternativa (Danemarca)